# Caloptilia scaeodesma
Caloptilia scaeodesma är en fjärilsart som först beskrevs av Edward Meyrick 1928.  Caloptilia scaeodesma ingår i släktet Caloptilia och familjen styltmalar.
Artens utbredningsområde är:
- Sri Lanka.
- Vanuatu.

Inga underarter finns listade i Catalogue of Life.